# Двадесет шеста изложба УЛУС-а (1958)
Двадесет шеста изложба УЛУС-а (1958) је трајала од 20. октобра до 5. новембра 1958. године. Одржана је у галеријском простору Удружења ликовних уметника Србије односно у Уметничком павиљону "Цвијета Зузорић", у Београду.

## Оцењивачи
Радове за изложбу је одабрао Уметнички савет Удружења ликовних уметника Србије.

### Сликарска секција
1. Михаило С. Петров
2. Марко Челебоновић
3. Јефто Перић
4. Едуард Степанчић
5. Стојан Ћелић
6. Младен Србиновић
7. Божидар Продановић

### Вајарска секција
1. Ристо Стијовић
2. Никола Јанковић
3. Миодраг Поповић

## Излагачи

### Сликарство
1. Анте Абрамовић
2. Радомир Антић
3. Петар Аранђеловић
4. Никола Бешевић
5. Петар Бибић
6. Славољуб Богојевић
7. Милан Божовић
8. Тивадар Вањек
9. Живојин Влајнић
10. Драга Вуковић
11. Живан Вулић
12. Слободан Гавриловић
13. Слободан Гарашанин
14. Милош Гвозденовић
15. Милош Голубовић
16. Никола Граовац
17. Винко Грдан
18. Радомир Дамњановић
19. Мило Димитријевић
20. Дана Докић
21. Славе Дуковски
22. Амалија Ђаконовић
23. Љубомир Јанковић
24. Александар Јеремић
25. Гордана Јовановић
26. Милош Јовановић
27. Оливера Кангрга
28. Богомил Карлаварис
29. Јарослав Кратина
30. Лиза Крижанић-Марић
31. Марко Крсмановић
32. Невена Крстић
33. Јован Кукић
34. Мајда Курник
35. Светолик Лукић
36. Зоран Мандић
37. Мома Марковић
38. Душан Миловановић
39. Момчило Мирчић
40. Мирјана Михаћ
41. Саша Мишић
42. Душан Мишковић
43. Светислав Младеновић
44. Марклен Мосијенко
45. Добривоје Николић
46. Мирјана Николић-Пећинар
47. Владислав Новосел
48. Споменка Павловић
49. Чедомир Павловић
50. Татјана Пајевић
51. Слободан Пејовић
52. Јефто Перић
53. Михаило С. Петров
54. Јелисавета Ч. Петровић
55. Милорад Пешић
56. Васа Поморишац
57. Гордана Поповић
58. Милан Поповић
59. Мирко Почуча
60. Божидар Продановић
61. Божидар Раднић
62. Иван Радовић
63. Влада Радовић
64. Радмила Радојевић
65. Милутин Радојичић
66. Светозар Самуровић
67. Бранко Станковић
68. Боривоје Стевановић
69. Едуард Степанчић
70. Мирко Стефановић
71. Влада Стојановић
72. Живко Стојсављевић
73. Војо Татар
74. Војислав Тодорић
75. Дмитар Тривић
76. Стојан Трумић
77. Милорад Ћирић
78. Јелена Ћирковић
79. Милан Цмелић
80. Милан Четић
81. Вера Чохаџић
82. Димитар-Митке Чудов
83. Милена Шотра

### Вајарство
1. Борис Анастасијевић
2. Градимир Алексић
3. Оскар Бербеља
4. Милан Бесарабић
5. Војислав Вујисић
6. Нандор Глид
7. Савица Дамјановић
8. Милорад Дамњановић
9. Стеван Дукић
10. Божидар Јововић
11. Антон Краљић
12. Момчило Крковић
13. Ото Лого
14. Милан Лукић
15. Ксенија Љубибратић
16. Франо Менегело-Динчић
17. Момчило Миловановић
18. Душан Николић
19. Радивоје Павловић
20. Славка Петровић-Средовић
21. Рајко Радовић
22. Екатарина Ристивојев
23. Драгутин Спасић
24. Војин Стојић
25. Љубица Тапавички-Берберски
26. Јосиф Хрдличка
27. Јелисавета Шобер-Поповић